# آیدل (مجموعه تلویزیونی)
آیدل (انگلیسی: The Idol) مجموعه تلویزیونی درام آمریکایی است که توسط سام لوینسون، ایبل «د ویکند» تسفی و رضا فهیم و برای اچ‌بی‌او ساخته شده‌است. لی‌لی-رز دپ و د ویکند به عنوان بازیگران نقش اصلی در کنار تروی سیوان، جین آدامز، دن لوی، جنی، الی راث، ریچل سنوت و هری نف در این مجموعه بازی کردند. این مجموعه آخرین حضور تلویزیونی بازیگر آن هیش است که در ۱۱ اوت ۲۰۲۲ درگذشت.
توسعه این سریال در ژوئن ۲۰۲۱ آغاز شد. در آن زمان تسفی اعلام کرد که در کنار فهیم و لوینسون سریالی درام برای اچ‌بی‌او می‌سازند. جوزف اپستین و ایمی سایمتز به ترتیب به عنوان نویسنده-شورانر و کارگردان ملحق شدند. دپ در سپتامبر ۲۰۲۱ برای ایفای نقش نقش اول زن مقابل تسفی انتخاب شد و بقیه بازیگران بین نوامبر ۲۰۲۱ تا ژوئیه ۲۰۲۲ معرفی شدند. بیشتر مراحل سریال قبلاً فیلم‌برداری شده بود؛ در آوریل ۲۰۲۲ لوینسون پس از خروج سایمتز از پروژه به دلیل تأخیر در تولید و اختلاف در دیدگاه، کارگردانی را بر عهده گرفت. لوینسون کار سایمتز را کنار گذاشت و تولید در مهٔ ۲۰۲۲ در جهتی متفاوت از سر گرفته شد. مراحل تصویربرداری اصلی در لس آنجلس و بل ایر صورت گرفت.
آیدل در مهٔ ۲۰۲۳ در هفتاد و ششمین جشنواره کن به نمایش درآمد. این مجموعه در ۴ ژوئن ۲۰۲۳ از اچ‌بی‌او و مکس آغاز به پخش کرد. بازخورد واردشده به این مجموعه عموماً منفی بود و به‌دلیلی داستان، کارگردانی و محتوای جنسی مورد انتقاد قرار گرفت. با این حال، فیلم‌برداری، طراح تولید و نقش‌آفرینی دپ با تحسین منتقدان همراه بود. این مجموعه پس از یک فصل در اوت ۲۰۲۳ لغو شد.

## تولید

### توسعه
در ۲۹ ژوئن ۲۰۲۱، د ویکند اعلام کرد که او سازنده، مدیر اجرایی تولید و یکی از نویسندگان یک سریال درام برای اچ‌بی‌او در کنار رضا فهیم و سام لوینسون است. در همان روز، اشلی لوینسون و جوزف اپستاین اعلام کردند که مدیران اجرایی تولید این مجموعه هستند و جوزف اپستاین به عنوان نویسنده و شورانر این مجموعه نیز فعالیت می‌کند. مری لاز نیز اعلام کرد که به عنوان نویسنده و یکی از مدیران اجرایی تولید خواهد بود.
در ۲۲ نوامبر ۲۰۲۱، اچ‌بی‌او سفارش تولید یک مجموعه برای یک فصل و شامل شش قسمت را داد. در ۱۴ ژانویه ۲۰۲۲، ددلاین هالیوود گزارش کرد که نیک هال پس از انتقالش به ای۲۴، به تیم تولید به عنوان یکی از مدیران اجرایی تولید پیوسته‌است.

### فیلم‌برداری
فیلم‌برداری اصلی در نوامبر ۲۰۲۱ در لس آنجلس، کالیفرنیا آغاز شد. تولید این مجموعه در آوریل ۲۰۲۲ به‌طور موقت به خاطر اینکه د ویکند یکی از برگزارکنندگان مراسم جشنواره موسیقی و هنر دره کواچلا بود، متوقف شد.

## موسیقی
موسیقی متن این مجموعه با نام آیدل قسمت یک شامل ترانه‌های ساخته‌شده توسط د ویکند و مایک دین خواهد بود. «فانتزی دونفره» (با همکاری فیوچر) به عنوان تک‌آهنگ آغازین این موسیقی متن در ۲۱ آوریل ۲۰۲۳ منتشر شد.

## انتشار
در ۶ اکتبر ۲۰۲۲، اچ‌بی‌او یک تیزر تریلر منتشر کرد که نشان می‌دهد این مجموعه در سال ۲۰۲۳ پخش خواهد شد. آیدل در بخش خارج از رقابت هفتاد و ششمین جشنواره کن در ۲۲ مه ۲۰۲۳ به نمایش درآمد. این مجموعه در ۴ ژوئن ۲۰۲۳ از اچ‌بی‌او پخش شد.

## بازخورد
نقدهای آیدل منفی بود و برخی آن را «کسل‌کننده» نامیدند. منتقدانی که در افتتاحیهٔ این مجموعه در جشنواره فیلم کن حضور داشتند، فیلم‌نامه، کارگردانی و محتوای جنسی آن را نپسندیدند. در وبگاه نقد و بررسی راتن تومیتوز، آیدل بر اساس نظر ۹۶ منتقد، امتیاز ۱۹٪ با میانگین نمرهٔ ۴٫۳۵/۱۰ را کسب کرد. اجماع منتقدان این وبگاه می‌گوید: «آیدل از هر جهت به‌اندازهٔ صنعتی که درصدد انتقاد به آن است، خاص و ناخوشایند است و خود را بر روی شالوده‌ای با سبک لجام‌گسیخته قرار می‌دهد اما در مقابل توجه همگان به زانو درمی‌آید.» این مجموعه در متاکریتیک، که از میانگین وزنی استفاده می‌کند، بر اساس نظر ۲۳ منتقد امتیاز ۲۷ از ۱۰۰ را کسب کرده که نشان‌گر «نقدهای عموماً نامساعد» است.